# NGC 77
 NGC 77  هي ايضاً (المعروفه باسم PGC 1290, NPM1G -22.0006 or PGC 198147) هي مجرة محدبة تبعد حوالي 780 مليون سنة ضوئية تقع في كوكبة قيطس (كوكبة). تم اكتشافها من قبل العالم الفلكي فرانك مولر في عام 1886 وحجمه الظاهري هو 14.8. هذه المجرة تبعد حوالي 360,000 سنة ضوئية من قطرها.

## وصلات خارجية
- NGC 77 على موقع ويكي سكاي: DSS2, SDSS, GALEX, IRAS, Hydrogen α, X-Ray, Astrophoto, Sky Map, Articles and images